# هربرت بورغيس
هيربرت لاري بورغيس (بالإنجليزية: Herbert Burgess)‏، من مواليد 1 يناير 1883 في مانشستر في إنجلترا، وتوفي في 1954، لاعب كرة قدم إنجليزي سابق، ومدرب كرة قدم إنجليزي سابق.
و قد كان يلعب مع نادي مانشستر سيتي ونادي مانشستر يونايتد.
و قد درب نادي إيه سي ميلان الإيطالي في عام 1926 وحتى عام 1928، وقد درب نادي روما في عام 1930 وحتى عام 1932.